# S'Illot-Cala Morlanda
S'Illot-Cala Morlanda es una localidad y pedanía española perteneciente al municipio de Manacor, en la parte oriental de Mallorca, comunidad autónoma de las Islas Baleares. En plena costa mediterránea, anexa a esta localidad se encuentra el núcleo de s'Illot, ya en el término municipal de San Lorenzo del Cardezar.
Cala Morlanda constituye un núcleo urbano turístico y residencial que en los últimos años ha experimentado un crecimiento considerable que ha alterado sus características urbanas. Aun así, buena parte de su primera línea conserva aún muchas características naturales, y en todo momento el contacto entre el entramado urbano y el mar está separado por las rocas características de la zona.

## Demografía
Según el Instituto Nacional de Estadística de España, en el año 2019 s'Illot-Cala Morlanda contaba con 2.009 habitantes censados, lo que representa el 4,59% de la población total del municipio.